# District de Montivilliers
Le district de Montivilliers est une ancienne division territoriale française du département de la Seine-Inférieure de 1790 à 1795.
Il était composé des cantons de Montivilliers, Angerville, Bréauté, Criquetot, Fecamp, Goderville, Gonneville, Harfleur, le Havre, Saint Nicolas et Saint Romain.